# انتخابات مجلس شورای ملی (۱۳۰۲)
انتخابات مجلس پنجم ایران در آبان ماه سال ۱۳۰۲ و پس از انتصاب رضا پهلوی به نخست‌وزیری توسط احمد شاه قاجار برگزار شد. این آخرین انتخابات در سلسله قاجار است. این مجلس در ۲۱ بهمن ماه سال ۱۳۰۲ گشوده شد.
در طول انتخابات رضاخان از نیروی نظامی برای دستکاری در انتخابات در بسیاری از حوزه‌های قبایلی استفاده کرد و توانست با حزب تجدد و بیشتر حزب سوسیالیست متحد شود و حمایت آنان را بدست آورد. تنها در تهران انتخابات کاملاً سالم و بدون دستکاری برگزار شده بود.